# Zöblen
Zöblen – gmina w Austrii, w kraju związkowym Tyrol, w powiecie Reutte. Według Austriackiego Urzędu Statystycznego liczyła 217 mieszkańców (1 stycznia 2015).